# سیدنی گوتلیب
سیدنی گوتلیب (انگلیسی: Sidney Gottlieb) یک شیمیدان آمریکایی بود که بیشتر شهرت او به خاطر فعالیتهایش با آژانس مرکزی اطلاعات ایالات متحده و تلاش برای کنترل ذهن است.

## زندگی‌نامه
گوتلیب در برونکس نیویورک از پدر و مادری یهودی مجارستانی به نام جوزف شیدر متولد شد. او مدرک دکترای خود را از دانشگاه کالتک دریافت کرد. او که از بچگی لکنت زبان داشت مدرک کارشناسی ارشد صحبت درمانی را نیز دریافت نمود.

## کار دولتی

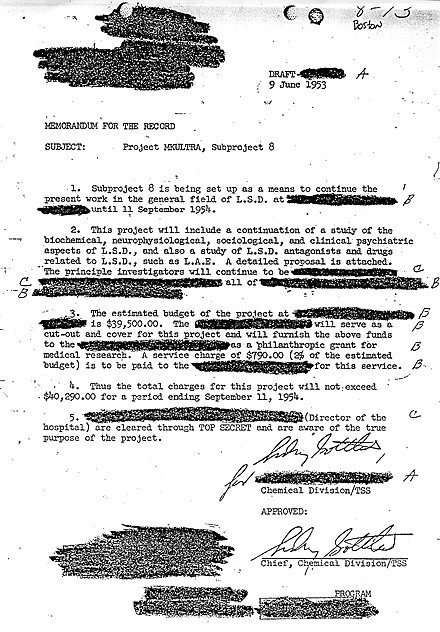
نوشته های سیدنی گوتلیب

در سال ۱۹۵۱ در سن ۳۳ سالگی گوتلیب به آژانس مرکزی اطلاعات (CIA) ملحق شد. گوتلیب لقب جادوگر تاریک را داشت زیرا متخصص در ایجاد سمهای مختلف بود. او همچنین فرد اصلی در تهیه مواد شیمیایی لازم برای کنترل ذهن بود. در آوریل ۱۹۵۳ گوتلیب رئیس پروژه ام‌کی‌اولترا شد. او در این پروژه به افراد بدون اطلاع داروهای روانگردان مانند ال اس دی با دوز بالا می‌داد. هدف از این آزمایشها کنترل ذهن فرد تا مرحله‌ای بود که او به هر چیزی اعتراف کند. او در دهه ۵۰ با شرکت تولید لوازم نظامی لاکهیک همکاری می‌کرد. گوتلیب در سال ۱۹۷۲ از دولت آمریکا نشان اطلاعات شایسته دریافت کرد.